# Глейзаров, Николай Валентинович
Николай Валентинович Глейзаров (1909—1970) — советский русский поэт, автор стихов для эстрады и радиопостановок, слов многих песен к известным советским кинофильмам.

## Биография
Родился 6 (19) декабря 1909 года в Рославле (ныне Смоленская область) в семье артиста. Семья была в разъездах, и только в 1914 году осела в Петрограде. В конце 1919 года отец поступил режиссёром в красноармейский политотдел и с семьёй ездил по Украине. В Петроград вернулись в 1921 году. В 1923 году поступил в вечернюю школу, но оставил её и закончил годичный курс Института труда, получив квалификацию литейщика-формовщика. Начал работать, но заболел ревматизмом.
Печатался с 1927 года в ленинградских журналах. В 1929—1941 годах работал в эстрадном жанре автором и исполнителем, в этот период не печатался. Участник боёв на озере Хасан (1938). В годы Великой Отечественной войны участник Армейского ансамбля Дома Красной Армии, литсотрудник редакции газеты «Знамя победы».
После войны на эстраду не вернулся, писал слова к песням и стихи для детей. Жил и работал в Ленинграде. Умер в 1970 году. Похоронен на Большеохтинском кладбище.

## Семья
- Отец — Валентин Константинович Глейзаров, по сцене Кавецкий (1884—1942), актёр-эксцентрик, автор и исполнитель сатирических куплетов. Написал новый припев для «Мурки» («Маруся Климова, прости любимого»). Умер в блокаду от дистрофии.
- Мать — Клавдия Григорьевна Глейзарова (урождённая Асташева), выступала вместе с мужем.
- Сестра — Зоя Валентиновна Кавецкая-Глейзарова (1908—1991), артистка эстрады, окончила ГИИИ.

## Фильмография
- 1953 — Честь товарища
- 1957 — Наши соседи

## Песни
- «С Васильевского острова»
- «Марш нахимовцев»
- «Два солдата»
- «Всегда ты хороша»
- «Тишина»
- «Ты рядом со мной»
- «Едет парень на телеге»
- «Что ж ты грустишь»
- «Ласточка моя»
- «Сирень»

## Сборники
- «На празднике», 1951
- «Наши праздники», 1952
- «Северный олень», 1952
- «Всегда ты хороша», 1962